# Merkys
Der Merkys (litauisch) oder Mjarkis (belarussisch Мяркіс) / Meretsch (polnisch Mereczanka) ist ein 203 km langer rechter Nebenfluss der Memel.

## Geographie
Der Merkys entspringt in Belarus und fließt einige Kilometer entlang der Grenze zu Litauen. Der größere Teil, 185 km, liegt in Litauen. Der Merkys entspringt in der Hrodsenskaja Woblasz und fließt über 37 km durch das Territorium des Nationalpark Dzūkija in der Rajongemeinde Varėna sowie in der Rajongemeinde Šalčininkai. Es handelt sich um den größten Fluss in der Region Dzūkija. Am Verlauf liegt das Städtchen Merkinė und einige südlitauische ethnographische Dörfer. Der Fluss mündet in die Memel.
Die wichtigsten Nebenflüsse sind Ūla (links), Šalčia (links) und Varėnė (rechts).

## Befahrbarkeit
Der Fluss ist unter Paddelvereinen und -fahrern beliebt. Da der Merkys durch den Nationalpark Dzūkija fließt, gibt es ein beschränkendes Quoten- und Lizenzsystem für Kanufahrer. Darum ist die Erlaubnis vorher zu klären und bei Tourismusämtern oder lokalen Agenturen zu beschaffen.